# 贝墩水
贝墩水，又称鱼潭江，位于中华人民共和国广东省和平县东北部，是浰江左岸支流，发源于和平县北部的寒婆坳，东北流至下车镇镇一村转东南流，经长塘镇、古寨镇，至林寨镇的九龙口汇入浰江。河长70千米，落差116.28米，平均比降2.04‰，流域面积707平方千米。